# 石田造船
石田造船株式会社（いしだぞうせん、英: Ishida Shipbuilding Co., Ltd.）は、日本の造船会社。旧名は石田造船工業有限会社（いしだぞうせんこうぎょうゆうげんがいしゃ、英: Ishida Shipbuilding Industries Co., Ltd.）、石田造船建設株式会社（いしだぞうせんけんせつかぶしきがいしゃ、英: Ishida Shipbuilding and Construction Co., Ltd.）。

## 概要
広島県尾道市に本拠地を置く造船会社である。瀬戸内海に浮かぶ因島にて、鋼船、軽合金船、FRP船、木船などを手掛けている。

## 沿革
1919年（大正8年）5月、石田五左衛門が個人で創業した。そのため、石田造船では1919年（大正8年）を創業年と位置付けている。五左衛門は広島県御調郡三庄村で開業し、当初は木船の修理を手掛けていた。1950年（昭和25年）10月、石田光春が2代目の代表となった。1967年（昭和42年）1月、石田造船工業有限会社が設立され、石田光春が社長に就任した。そのため、石田造船の設立年は1967年（昭和42年）とされる。1992年（平成4年）10月、石田造船工業有限会社は石田造船建設株式会社に改組された。2000年（平成12年）12月、石田全功が社長に就任した。2011年（平成23年）4月、石田造船建設株式会社から石田造船株式会社に改称された。平成から令和に改元された2019年（令和元年）5月1日に、創業100周年を迎えた。

## 施設
造船ドックの外観は『機動戦士ガンダム』の「ホワイトベース」を模している。日本放送協会の朝の連続テレビ小説『てっぱん』では、劇中に登場する「篠宮造船建設」としてロケ地となった。また、例年8月に敷地内で「いんのしまサマーフェスティバル」を開催しており、日本で初めての造船ドックで開催される音楽祭として知られている。

## 製品

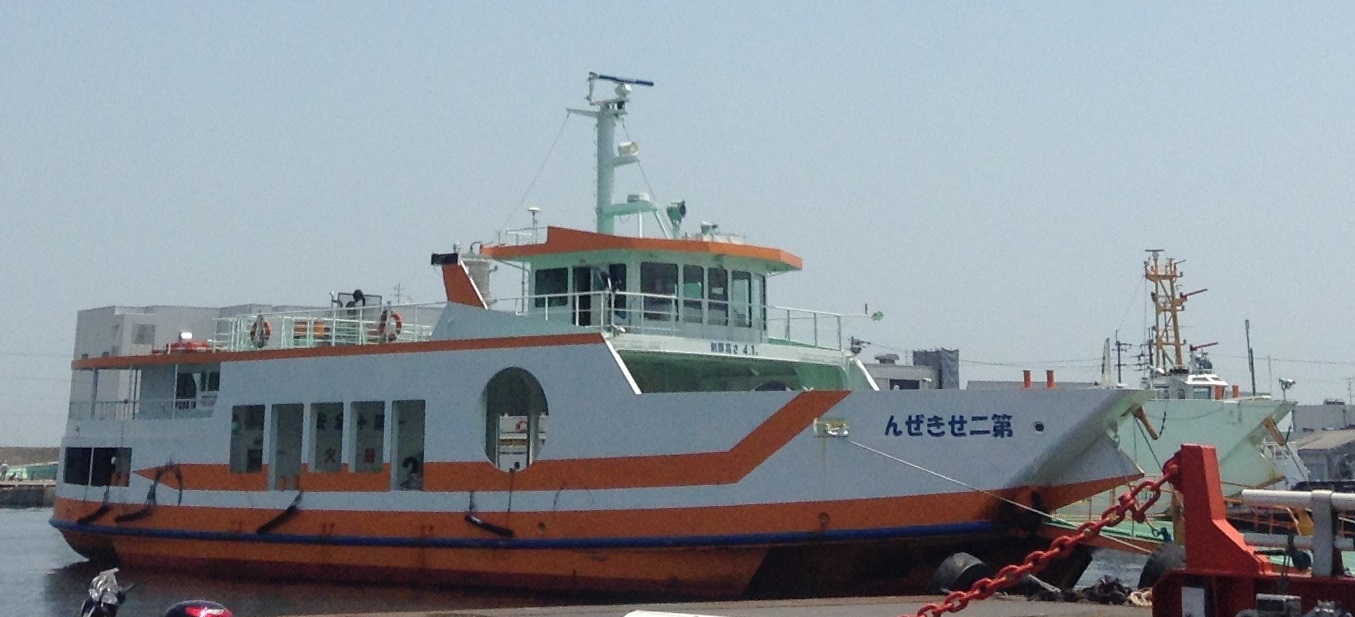
2003年に竣工したフェリー「第二せきぜん」

石田五左衛門の創業当時は、主に木製の船舶の修理を手掛けていた。その後、鋼製、軽合金製、繊維強化プラスチック製など、さまざまな船舶の製造を手掛けるようになった。愛媛県越智郡関前村に納品した「第二せきぜん」は、日本で初めての三胴型フェリーとして知られている。

## 略歴
- 1919年 - 石田五左衛門が個人創業[8]。
- 1967年 - 石田造船工業有限会社が設立[8]。
- 1992年 - 石田造船建設株式会社に改組[8]。
- 2011年 - 石田造船株式会社に改称[8]。

## 建造した船舶

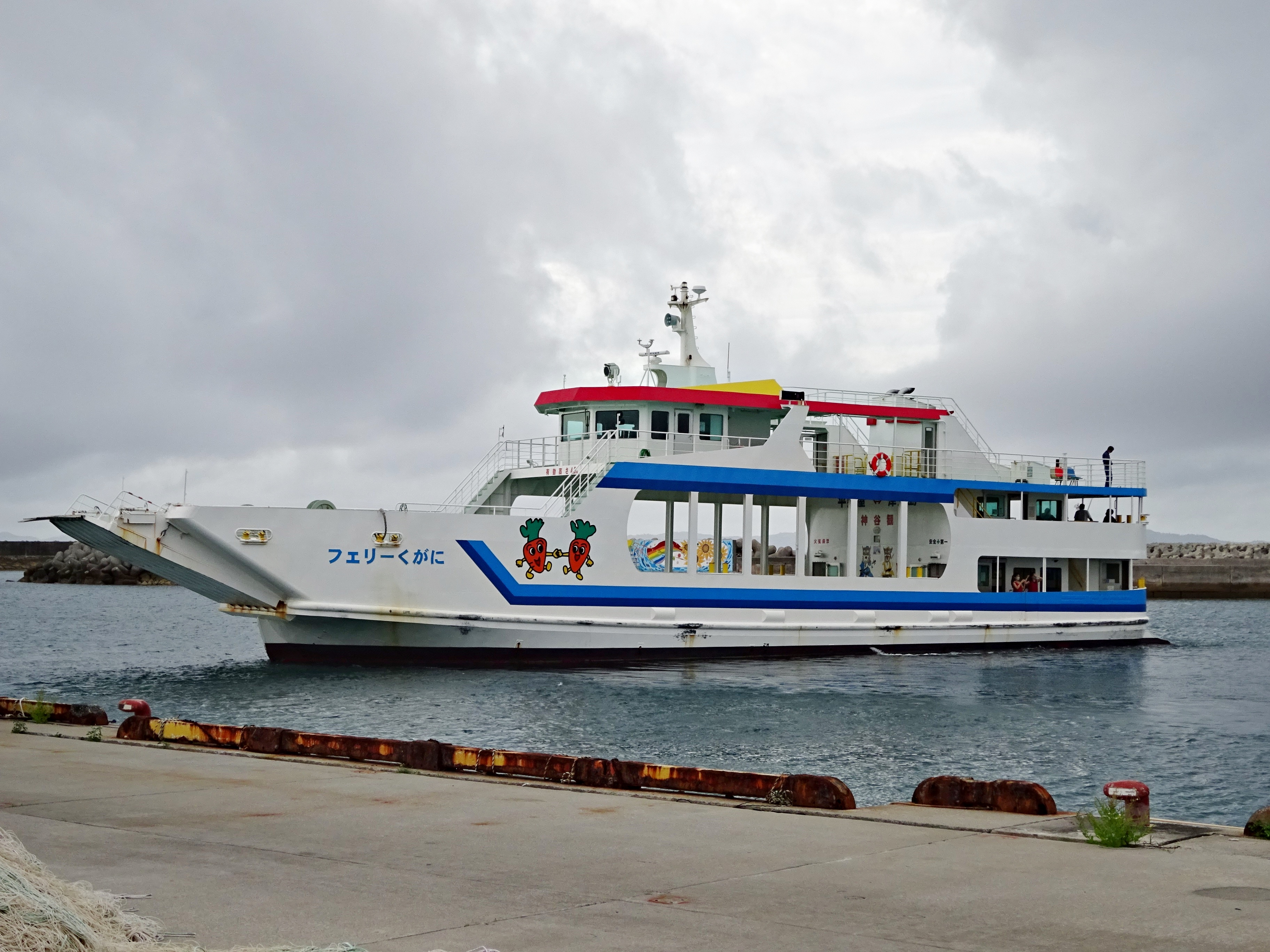
2008年に竣工したフェリー「フェリーくがに」

- 2002年 - せいしょう。
- 2003年 - 第二せきぜん。
- 2005年 - まつかぜ。
- 2004年 - フェリー新大津島。
- 2008年 - フェリーくがに。
- 2011年 - しわく丸。

### 註釈
1. ↑  広島県御調郡三庄村は、町制施行され、1921年に三庄町が設置された。